# Alfa Romeo Tonale

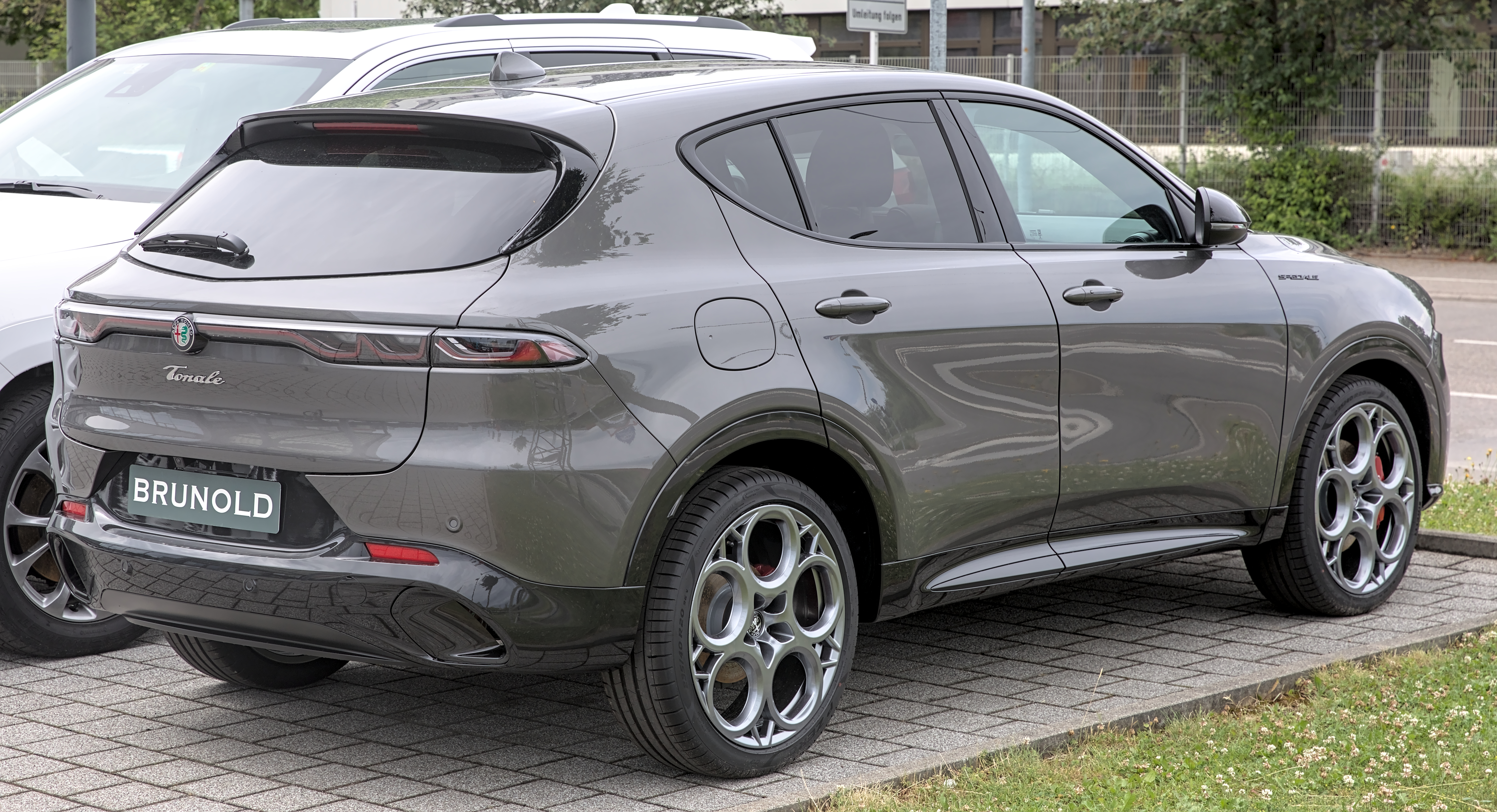
Vue arrière

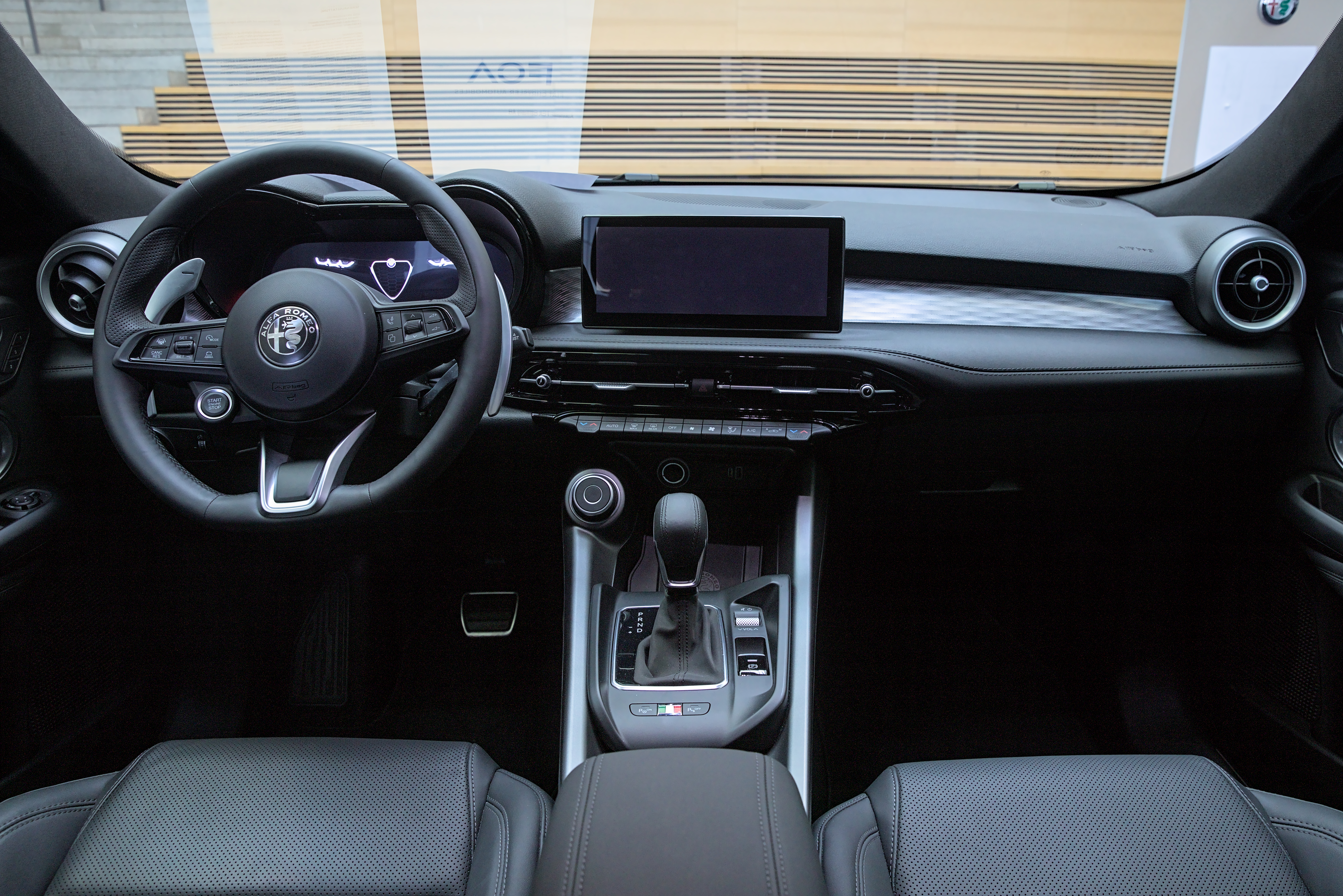
Intérieur

L'Alfa Romeo Tonale est un SUV compact produit par le constructeur automobile italien Alfa Romeo à partir de mars 2022.

## Présentation
L'Alfa Romeo Tonale fait suite à un long projet de SUV compact Alfa Romeo, engagé depuis le concept car Kamal en 2002 sans jamais avoir été poursuivi jusqu'à la production en série. Le développement du Tonale de série, qui a duré trois ans sous le code usine « ZAR 965 », a connu plusieurs reports,, initialement dus à des ajournements lors des phases de conception,, puis à la pandémie de Covid-19 et à la suite de la crise des microprocesseurs, qui ont à plusieurs reprises reporté ses débuts. La présentation officielle de la voiture, initialement prévue pour 2021, a ensuite été reporté début 2022. L'Alfa Romeo Tonale est présenté le 8 février 2022 au Musée historique Alfa Romeo (Museo Storico Alfa Romeo) d'Arese en Italie.
Il s’agit du premier modèle Alfa Romeo routier à être propulsé par des moteurs hybrides à la fois légers et rechargeables et le premier à être disponible uniquement avec une boîte de vitesses automatique. Il s’agit également du premier crossover intermédiaire à moteur transversal et traction avant Alfa Romeo. Le Tonale est l’une des premières voitures de série à faire ses débuts avec la technologie des jeton non fongible (NFT) : cela permet de connecter la voiture à un certificat électronique NFT unique, ce qui permet d’avoir un registre numérique secret et non modifiable sur lequel sont reportées toutes les informations et données principales de la voiture,,.
Le véhicule est produit dans l'usine Stellantis de Pomigliano d’Arco, près de Naples, en Italie. Sa production en série a démarré à la fin du mois de mars 2022. Le Tonale est arrivé en concession à partir de juin 2022.
En août 2022, le constructeur automobile américain Dodge, racheté par Fiat Automobiles en 2009 qui fait donc partie de Stellantis tout comme Alfa Romeo, présente une version rebadgée de l'Alfa Romeo Tonale, le Dodge Hornet.

## Conception
La face avant reprend certains éléments des modèles historiques Alfa Romeo : notamment les phares à LED, de facto légèrement modifiés par rapport à ceux du Tonale Concept présenté trois ans plus tôt, qui sont constitués de 3 phares distincts et qui rappellent, par leur forme, ceux de la SZ (1989), du concept 164 Proteo (1991) et de la Brera (2005). De plus, le Tonale est la première voiture du constructeur italien à avoir des phares avec la technologie à matrice LED, développés par Marelli.

## Caractéristiques techniques
Bien qu'Alfa Romeo fasse désormais partie du groupe Stellantis, créé en 2021, les études de conception du Tonale ont débuté bien avant la fusion des groupes Fiat (FCA) et PSA. Le Tonale repose sur la plateforme technique Fiat Small Wide déjà utilisée pour le Jeep Compass de 2e génération et non sur une plateforme Stellantis.
Le coffre offre un volume de 500 litres sur le Tonale Hybrid ou diesel contre 400 litres sur l'hybride rechargeable.
Comme sur chacun de ses modèles, Alfa Romeo Tonale dispose de différents modes de conduite avec un système baptisé DNA : Advanced Efficiency, Normal, Dynamic.

### Motorisations
L'Alfa Romeo Tonale est disponible en versions hybride, hybride rechargeable (Plug-in Hybrid), essence simple et diesel. Ces versions ne sont pas systématiquement commercialisées sur tous les marchés.
Le modèle d'entrée de gamme reçoit un moteur 4-cylindres 1.5L Hybrid de 130 ch associé à la boîte robotisée à double embrayage Alfa Romeo TCT à 7 rapports et un moteur électrique P2 de 48 volts de 15 kW et un couple de 55 N m.
La seconde motorisation reprend le 4-cylindres 1.5L Hybrid équipé d'un turbocompresseur à géométrie variable VGT (Variable-Geometry Turbo) et développe une puissance de 160 ch.

### Tonale hybride rechargeable: Plug-in hybrid Q4
Cette nouvelle version, très attendue par nombre de convertis à ce type de motorisation, a été présentée le 17 novembre 2022 en Italie, près de la piste d'essai de Balocco.
Le Tonale Q4 comporte les distinctions particulières suivantes par rapport à ses frères :  le petit Biscione vert restylisé sur la portière arrière gauche et la double sortie d'échappement chromée.
Le haut de gamme « Plug-in Hybrid e-Q4 » associe un 4-cylindres 1.3 l MultiAir de 180 ch à l'avant avec un moteur électrique de 122 ch à l’arrière - provenant de la Fiat 500 électrique - pour une puissance cumulée de 275 ch transmise aux quatre roues via une boîte de vitesses automatique à six rapports. Le Tonale hybride rechargeable est doté une batterie de 15,5 kWh lui offrant une autonomie de 80 km en 100 % électrique.
La conséquence de cette motorisation plug-in est la réduction du volume utile du coffre, pour loger le volumineux groupe batterie, qui passe de 500 à 385 dm3.
En démarrant la voiture, le silence est roi puisque le véhicule démarre en mode électrique. Il peut parcourir 80 km en ville ou 60 km sur voie rapide, avant d'enclencher le petit moteur turbo-essence de 1.332 cm3. Cette motorisation, comme de coutume dans la philosophie des marques du groupe Fiat, a été testée et validée sur les Jeep Compass et Renegade. Par rapport à ces modèles qui ont servi de laboratoire, la batterie CATL a été portée de 11,4 à 15,5 kWh. La puissance globale du Tonale (version Europe) est de 280 ch dont 160 dus au moteur turbo-essence et 120 au moteur électrique sur 4 roues motrices. La batterie lithium-ion se recharge en deux heures sur une borne quick charger de 7,4 kW.
Chez Alfa Romeo, une « Edition Spéciale » est commercialisée lors du lancement de chaque nouveau modèle. Elle offre, en série, des inserts sur la carrosserie couleur titane, un badge spécial sur les ailes, les jantes en alliage léger de 20”, les pédales en métal (sans caoutchouc) et les freins Brembo rouges.
La version la plus sportive : VELOCE adopte de série la suspension pilotée FSD (Frequency Selective Damping), développée en collaboration avec Koni.

### Versions spéciales pour le Canada
A l'occasion du Grand Prix du Canada, la filiale canadienne d'Alfa Romeo a présenté dans le pays le Tonale.
En plus de la version hybride rechargeable 1.3 PHEV AT6 décrite ci-dessus, mais dont la puissance globale est de 275 ch au lieu des 280 du modèle européen, Alfa Romeo a présenté une version réservée au marché canadien équipée du moteur turbo essence de 2,0 litres du Stelvio dont la puissance est ramenée de 280 à 256 ch avec un couple de 400 Nm.

### Finitions
Finitions au lancement en Europe :
- Super
- Ti
- Sprint
- Veloce

### Série spéciale
- Edizione Speciale, version de lancement, uniquement la première année (2022)[28].

### Tableau de gamme et tarifs
Le tableau ci-dessous regroupant les tarifs de la Tonale concerne le marché français, au 16 mai 2022:
|                        | Super    | Sprint   | Ti       | Veloce   | Edizione Speciale (série spéciale) |
| ---------------------- | -------- | -------- | -------- | -------- | ---------------------------------- |
| 1.5 Hybrid 130 TCT     | 35 400 € | 37 900 € | -        | -        | 39 000 €                           |
| 1.5 Hybrid 160 VGT TCT | -        | -        | 42 400 € | 44 900 € | 41 000 €                           |

| Q4 PHEV | - | - | 51 300 € | - | 56800 € |

### Motorisations
| Modèle                                                                            | Années  | Moteur thermique                       | Cylindrée | Puissance Ch. CEE                                    | Couple                | Moteur électrique puissance | Couple | Accélération 0–100 km/h, s | Consommation    | Batterie | Vitesse maxi | Poids    | CO2        |
| --------------------------------------------------------------------------------- | ------- | -------------------------------------- | --------- | ---------------------------------------------------- | --------------------- | --------------------------- | ------ | -------------------------- | --------------- | -------- | ------------ | -------- | ---------- |
| Q4 1.3 PHEV Hybrid 280 (AT6)                                                      | 2023- x | L4 Fiat FireFly MultiAir Alliage léger | 1 332 cm3 | 180 (132 kW) à 5.750 tr/min 280 ch (206 kW) au total | 270 Nm à 1.850 tr/min | 90 kW (122 ch)              | 250 Nm | 6,2 s (0 à 100 km/h)       | 1,4 l/100km     | 15,5 kWh | 206 km/h     | 1.835 kg | 26/29 g/km |
| Q4 1.3 PHEV Hybrid 280 (AT6) (USA + Canada)                                       | 2023- x | L4 Fiat FireFly                        | 1 332 cm3 | 175 (126 kW) à 5.750 tr/min 275 ch (201 kW) au total | 270 Nm à 1.850 tr/min | 90 kW (122 ch)              | 250 Nm | 6,2 s (0 à 100 km/h)       | 1,4 l/100km     | 15,5 kWh | 206 km/h     | 1.835 kg | 26 g/km    |
| FCA FireFly 1.5 MHEV Hybrid 130 (TCT7) mini Full-Hybrid (Petrol/electric) - Turbo | 2023- x | L4 Fiat FireFly                        | 1 469 cm3 | 131 (96 kW) à (5.500 tr/min                          | 240 Nm à 1.500 tr/min | 15 kW (20 ch)               | 55 Nm  | 9,9 s (0 à 100 km/h)       | 5,6 l/100 km    | -        | 195 km/h     | 1.525 kg | 127 g/km   |
| 1.5 MHEV Hybrid 160 (TCT7)                                                        | 2023- x | L4 Fiat FireFly                        | 1 469 cm3 | 160 (118 kW) à 5.500 tr/min                          | 240 Nm à 1.500 tr/min | 15 kW (20 ch)               | 55 Nm  | 8,8 s (0 à 100 km/h)       | 5,9 l/100 km    | -        | 212 km/h     | 1.525 kg | 135 g/km   |
| FCA Multijet II 1.6 Diesel-Turbo 130 (TCT6)                                       | 2023- x | L4 Fiat FireFly                        | 1 598 cm3 | 131 (96 kW) à 3.750 tr/min                           | 320 Nm à 1.500 tr/min | -                           | -      | 10,9 s (0 à 100 km/h       | 5,3/5,5 l/100km | -        | 195 km/h     | 1.580 kg | 138 g/km   |
| Q4 2.0 Turbo (Canada)                                                             | 2023- x | L4 Fiat Bialbero                       | 1 995 cm3 | 256 à 5.150 tr/min                                   | 400 Nm à 2.150 tr/min | -                           | -      | 5,7 s (0 à 100 km/h)       | 9,0 l/100 km    | -        | 230 km/h     | 1.830 kg | 200 g/km   |

Le constructeur italien a annoncé une version entièrement électrique pour 2024.

## Production
La production en série de l'Alfa Romeo Tonale a commencé au mois de mai 2022 dans l'usine Alfa Romeo de Pomignliano d'Arco, près de Naples. La fabrication a débuté avec les modèles équipés des moteurs MHEV 130 & 160 Ch, puis la version diesel et en fin d'année 2022, la version la plus puissante hybride rechargeable (Pplug-in Hybrid) de 275 Ch. La commercialisation a débuté au début du mois de juin dans les 5 marchés européens plus importants puis, progressivement durant les 6 mois suivants, dans les 31 pays où le constructeur milanais est présent avec un réseau de distribution. La production du clone américain Dodge Hornet a débuté en août 2022.
| Année                 | Production/Ventes | Production/Ventes   | Production/Ventes     |
| Année                 | Alfa Romeo Tonale | Alfa Romeo Tonale   | Dodge Hornet          |
| --------------------- | ----------------- | ------------------- | --------------------- |
| Année                 | Production Italie | Ventes USA + Canada | Ventes USA + Canada   |
| 2022                  | 20.000            | -                   | -                     |
| 2023                  | 82.300            | 2.096 + 503         | 9.336 + 2.025         |
| 2024                  | 36.980            | 3.383 + 534         | 20.559 + 2.371        |
| 2025                  | 5.016(*)          | 725 + 74 (-34%).    | 4.108(*) + 551 (+35%) |
| Total au 31 mars 2025 | 144.296           | 7.315               | 38.950                |

(*) production & (ventes) du 1er trimestre 2025 - Comme pour tous les constructeurs, la production et les ventes de voitures importées aux États-Unis ont fortement chuté en raison du contexte économique mondial et des droits de douane de 25%.

## Concept car

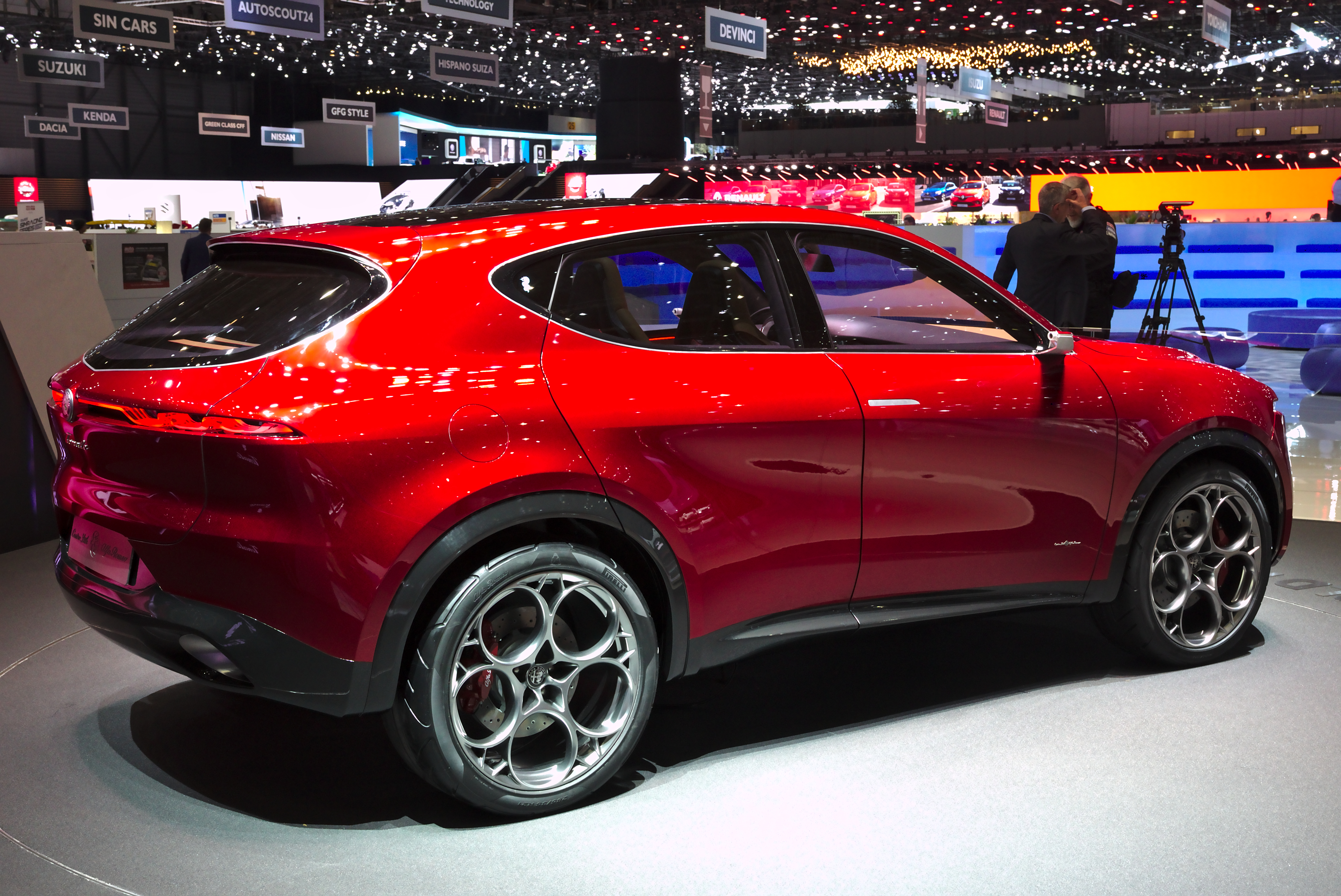
Alfa Romeo Tonale Concept

L'Alfa Romeo Tonale est préfigurée par le concept car éponyme dévoilé au salon de Genève 2019.